# Jaya atrata
Jaya atrata is een insect uit de familie van de mierenleeuwen (Myrmeleontidae), die tot de orde netvleugeligen (Neuroptera) behoort. 
Jaya atrata is voor het eerst wetenschappelijk beschreven door Fabricius in 1781.